# Крістіна Паскаль
Крісті́на Паска́ль (фр. Christine Pascal; 29 листопада 1953, Ліон, Франція — 30 серпня 1996, Гарш, О-де-Сен, Франція) — французька і швейцарська акторка, кінорежисерка і сценаристка.

## Біографія
Крістіна Паскаль народилася 29 листопада 1953 року в Ліоні, адміністративному центрі департаменту Рона. Навчалася в Регіональній консерваторії в Ліоні. У 1974 році дебютувала як акторка у режисера Бертрана Таверньє в детективі «Годинникар із Сен-Поля», екранізації відомого роману Жоржа Сіменона.
У 1975-му Крістіна зіграла роль Емілі в історичній драмі Таверньє «Нехай розпочнеться свято» разом з Філіппом Нуаре і була номінована на французьку національну кінопремію «Сезар» як найкраща акторка другого плану.
Паскаль знімалася також у фільмах таких відомих режисерів, як Клод Міллер («Найкращий спосіб маршування», 1976), Анджей Вайда («Панночки з Вілько», 1979), Ів Буассе («Травесті», 1988, та «Посмішка», 1994), Жак Одіар («Дивися, як падають люди», 1994) та ін.
У 1979 році Крістіна Паскаль дебютувала як режисерка, знявши фільм «Фелісіті». Вона ж написала сценарій і зіграла у стрічці головну роль. Наступними режисерськими роботами Паскаль стали фільми «Хвойда» (1984) з Ізабель Юппер, «Занзібар» (1989) і романтична комедія «Техніка подружньої зради» (1995), остання робота Паскаль в кіно. Попри те, що як режисерка Паскаль зняла лише 6 фільмів, один з них, драма 1992 року «І маленький принц сказав» (з Рішаром Беррі і Анемон у головних ролях), що номінувався у 1993-му на «Сезара» і отримав Приз Луї Деллюка, вважається справжнім шедевром.

## Особисте життя
У 1978 році Крістін Паскаль познайомилася зі швейцарським продюсером і сценаристом Робером Бонером і в 1982-му вийшла за нього заміж, отримавши швейцарське громадянство.
Крістін Паскаль загинула 30 серпня 1996 року, у віці 42 років. Вона проходила лікування в психіатричній клініці в передмісті Парижа Гарші, коли вирішила накласти на себе руки і викинулася з вікна. Похована Паскаль на кладовищі Пер-Лашез.

## Фільмографія (вибіркова)
Акторка
| Рік       |    | Українська назва            | Оригінальна назва             | Роль                            |
| --------- | -- | --------------------------- | ----------------------------- | ------------------------------- |
| 1974      | ф  | Годинникар із Сен-Поля      | L'horloger de Saint-Paul      | Ліліан Торріні, подруга Бернара |
| 1974      | ф  | Двері Лувра                 | Les guichets du Louvre        | Жанна                           |
| 1975      | ф  | Нехай розпочнеться свято    | Que la fête commence...       | Емілі                           |
| 1975—1990 | с  | Сінема 16                   | Cinéma 16                     | Ізібель                         |
| 1976      | ф  | Найкращий спосіб маршування | La meilleure façon de marcher | Шанталь                         |
| 1977      | ф  | Розпещені діти              | Des enfants gâtés             | Анна Торріні                    |
| 1977      | ф  | Обвинувач                   | L'imprécateur                 | Бетті Сен-Ремі                  |
| 1977      | ф  | Індійці ще далеко           | Les indiens sont encore loin  | Ліза                            |
| 1978      | ф  | Шкарпетка з подарунками     | Chaussette surprise           | Жульєтта                        |
| 1979      | ф  | Стирається усе              | On efface tout                | Анна Глізер                     |
| 1979      | ф  | Фелісіті                    | Félicité                      | Фелісіті                        |
| 1979      | ф  | Панночки з Вілько           | Panny z Wilka                 | Туніа                           |
| 1979      | ф  | Пако — страховик            | Paco el seguro                | Марія                           |
| 1980      | ф  | Остання дорога              | Le chemin perdu               | Ліза                            |
| 1981      | с  | У хорошій олії              | Au bon beurre                 | Жозетта                         |
| 1981      | тф | Будинок в парку             | Das Haus im Park              | Симона                          |
| 1983      | ф  | Кохання з першого погляду   | Coup de foudre                | Сара                            |
| 1983      | ф  | Відмовка                    | Faux fuyants                  | кінорежисерка                   |
| 1983      | тф | Вона хоче знімати кіно      | Elle voulait faire du cinéma  | Аліса Гай-Блаші                 |
| 1985      | ф  | Пекельний потяг             | Train d'enfer                 | Ізабель                         |
| 1985      | ф  | Підпис Шарлотти             | Signé Charlotte               | Крістіна                        |
| 1985      | ф  | Ельза, Ельза                | Elsa, Elsa                    | "справжня" Ельза                |
| 1986      | ф  | Близько півночі             | Round Midnight                | Сільвія                         |
| 1987      | ф  | Гран Шман                   | Le grand chemin               | Клер, мати Луї                  |
| 1987      | ф  | Присягаюся... пане суддя!   | Promis... juré!               | Мадлен                          |
| 1988      | ф  | Травесті                    | La travestie                  | Крістіна                        |
| 1988      | ф  | Колір вітру                 | La couleur du vent            | Елен Плазі                      |
| 1989—2006 | с  | Комісар Наварро             | Navarro                       | Сільвія Ріветт                  |
| 1990      | ф  | Шостий палець               | Le sixième doigt              | Вівіан                          |
| 1990      | кф | Острів                      | A Ilha                        | Лінда Волш                      |
| 1991      | ф  | Суцільний обман             | Rien que des mensonges        | Ліз                             |
| 1992      | тф | Дружина коханця             | La femme de l'amant           | Летиція                         |
| 1994      | ф  | Патріоти                    | Les patriotes                 | Лоренс                          |
| 1994      | ф  | Посмішка                    | Le sourire                    | Шанталь                         |
| 1994      | ф  | Дивися, як падають люди     | Regarde les hommes tomber     | Сандрін                         |

Режисер і сценарист
| Рік  | Назва українською        | Оригінальна назва            | Режисер | Сценарист |
| ---- | ------------------------ | ---------------------------- | ------- | --------- |
| 1979 | Фелісіті                 | Félicité                     | Так     | Так       |
| 1984 | Хвойда                   | La garce                     | Так     | Так       |
| 1989 | Занзібар                 | Zanzibar                     | Так     | Так       |
| 1992 | І маленький принц сказав | Le petit prince a dit        | Так     | Так       |
| 1992 | Ось, що не працює        | Aquí, el que no corre… vuela |         | Так       |
| 1977 | Розпещені діти           | Des enfants gâtés            |         | Так       |
| 1995 | Техніка подружньої зради | Adultère, mode d'emploi      | Так     | Так       |

## Визнання
| Рік                         | Категорія/Нагорода             | Фільм                                        | Результат | Результат |
| --------------------------- | ------------------------------ | -------------------------------------------- | --------- | --------- |
| Премія Сезар                |                                |                                              |           |           |
| 1976                        | Найкраща акторка другого плану | Нехай розпочнеться свято                     | Номінація |           |
| 1993                        | Найкращий фільм                | І маленький принц сказав                     | Номінація |           |
| Приз Луї Деллюка            |                                |                                              |           |           |
| 1992                        | Найкращий фільм                | І маленький принц сказав                     | Перемога  |           |
| Монреальський кінофестиваль |                                |                                              |           |           |
| 1992                        | Найкращий сценарій             | І маленький принц сказав (з Робером Бонером) | Перемога  |           |